# Vulcanella horrida
Vulcanella horrida är en svampdjursart som först beskrevs av Schmidt 1870.  Vulcanella horrida ingår i släktet Vulcanella och familjen Pachastrellidae. Inga underarter finns listade i Catalogue of Life.